# 我们人类的基因：全人类的历史与未来
《我们人类的基因：全人类的历史与未来》（英語：A Brief History of Everyone Who Ever Lived: The Stories in Our Genes）是英国遗传学家亚当·卢瑟福的一部科普图书，由辛達塔·穆克吉作序。